# سازمان مرکزی آمار اسرائیل

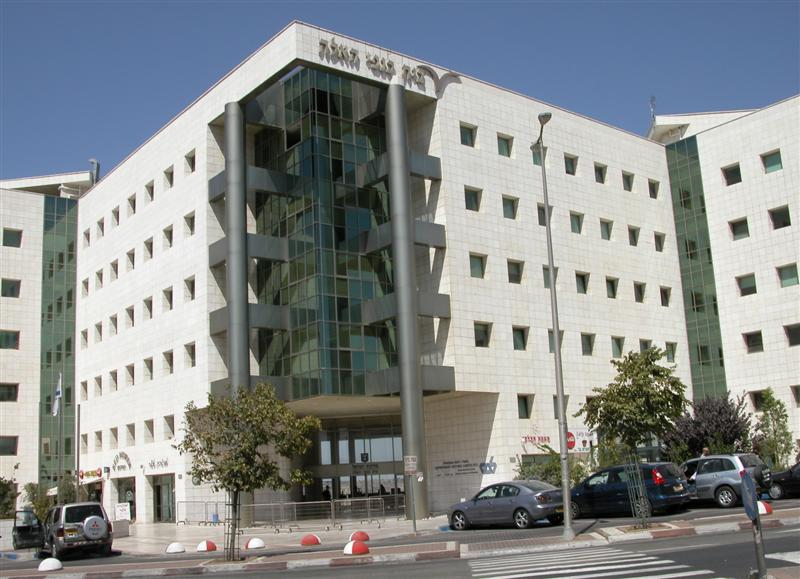
تصویری از ساختمان مرکزی سازمان مرکزی آمار اسرائیل در شهر اورشلیم.

سازمان مرکزی آمار اسرائیل (به عبری: הלשכה המרכזית לסטטיסטיקה) نهاد مسئول رسمی امور آماری در کشور اسرائیل است. سازمان مرکزی آمار اسرائیل در سال ۱۹۴۹ میلادی و با هدف ارائه جدیدترین آمار مربوط به تمام جوانب زندگی در اسرائیل، از جمله جمعیت، جامعه، اقتصاد، صنعت، آموزش و پرورش و تاسیسات زیرساختی کشور تأسیس شد.

## کتاب آمار سال اسرائیل
سازمان مرکزی آمار اسرائیل، هر ساله و در آستانه فرارسیدن سال جدید عبری، معمولاً در اواخر شهریور (اواسط ماه سپتامبر)، کتاب آمار سال اسرائیل را منتشر می‌سازد که شامل جامع‌ترین و تازه‌ترین آمار سرشماری درباره همه امور مربوط به زندگی در اسرائیل می‌شود.
اولین نسخه این کتاب، ساعاتی پیش از انتشار رسمی، طی آئین ویژه‌ای به مقام رئیس‌جمهوری اسرائیل اهدا می‌شود که شامل همه نوع آماری درباره تقریباً هر مطلب و موضوعی که برای اسرائیلی‌ها دانستن آن مهم است، یا برای برنامه‌ریزی امور کشور اهمیت دارد، گنجانیده شده‌است.